# Patricio Galaz
Patricio Sebastián Galaz Sepulveda (ur. 31 grudnia 1976 w Santiago) – chilijski piłkarz występujący na pozycji napastnika.

## Kariera klubowa
Galaz karierę rozpoczynał w 1995 roku w zespole Universidad Católica. Sezon 1996 spędził na wypożyczeniu w Regional Atacama. W sezonie 1997 wraz z Universidadem wywalczył mistrzostwo fazy Apertura Primera División de Chile. Po tym sukcesie odszedł do Deportes Antofagasta. Występował tam do końca sezonu 1997. Następnie grał w Coquimbo Unido oraz Palestino.
W 2001 roku Galaz został graczem Cobreloi. W sezonie 2003 wywalczył z nim mistrzostwo faz Apertura oraz Clausura Primera División de Chile, a w sezonie 2004 mistrzostwo Clausura. W tamtym sezonie został także królem strzelców obu faz.
Na początku 2005 roku Galaz trafił do meksykańskiego Atlante FC. Spędził tam 2 lata. W 2007 roku wrócił do Chile, gdzie został graczem Universidadu de Chile. Grał tam do końca sezonu 2007. Następnie występował w kolumbijskim Millonarios, peruwiańskim Sport Áncash, a także chilijskich drużynach Ñublense i Cobreloa, gdzie w 2010 roku zakończył karierę.

## Kariera reprezentacyjna
W reprezentacji Chile Galaz zadebiutował w 2004 roku. W tym samym roku został powołany do kadry na Copa América. Na tamtym turnieju, zakończonym przez Chile na fazie grupowej, zagrał w meczach z Brazylią (0:1) oraz Paragwajem (1:1).